# Шимони
Шимони (пол. Szymony) — село в Польщі, у гміні Калушин Мінського повіту Мазовецького воєводства.
Населення — 46 осіб (2011).
У 1975-1998 роках село належало до Седлецького воєводства.

## Демографія
Демографічна структура станом на 31 березня 2011 року:
|          | Загалом | Допрацездатний вік | Працездатний вік | Постпрацездатний вік |
| -------- | ------- | ------------------ | ---------------- | -------------------- |
| Чоловіки | 29      | 7                  | 19               | 3                    |
| Жінки    | 17      | 2                  | 9                | 6                    |
| Разом    | 46      | 9                  | 28               | 9                    |